# گلدن میانمار ایرلاینز
گلدن میانمار ایرلاینز (به انگلیسی: Golden Myanmar Airlines) یک شرکت هواپیمایی با کد یاتا Y5 است که در ۲۰۱۲ میلادی تأسیس شده است. دفتر مرکزی گلدن میانمار ایرلاینز در یانگون، میانمار واقع شده است و قطب این شرکت هواپیمایی در فرودگاه بین‌المللی ماندالای قرار دارد و به ۱۵ مقصد، پرواز انجام می‌دهد.